# Lola Falana
Lola Falana, född som Loletha Elaine Falana den 11 september 1942 i Camden, New Jersey, är en amerikansk sångare, dansare och skådespelare med kubansk och afroamerikansk härkomst. När hon dansade på en nattklubb upptäcktes hon av Sammy Davis Jr., som gav henne en roll i Broadwaymusikalen Golden Boy 1964. 1965 spelade hon in sin första singel, "My Baby" för Mercury Records. Under 1960-talet blev hon också en filmstjärna i Italien. Därefter rullade karriären på med både dans, sång och teater. Hennes sista musikaluppträdande skedde 1997 vid Wayne Newtons teater i Branson, Missouri. Under 1970-talet var hon gift med Feliciano “Butch” Tavares, en av bröderna i R&B-bandet Tavares.

## Filmografi
- A Man Called Adam (1966)
- I'll Try Tonight (1967)
- Black Tigress (1967)
- When I Say That I Love You (1967)
- The Liberation of L.B. Jones (1970)
- The Klansman (1974)
- Lady Cocoa (1975)
- Mad About You (1990)

## TV
- The New Bill Cosby Show (1972–1973)
- The Streets of San Francisco i avsnittet "A String of Puppets" (7 februari 1974)
- Ben Vereen... Comin' at Ya (1975) (inställt efter fyra avsnitt)
- Lola (1975)
- The Lola Falana Show (1976) (fyra shower som visades på ABC)
- Liberace: Valentine's Day Special (1979)
- Lola, Lola y Lollo (1982)
- Capitol (1984–1986)